# Districtul Uckermark
Districtul Uckermark este un district administrativ rural (în germană Landkreis) situat în landul Brandenburg, Germania.
1. 1 2 3  GeoNames